# コネオ・インターナショナル
コネオ・インターナショナル（1985年7月27日（39歳）- ）は、かつてプロダクション人力舎に所属していた日本の元お笑いタレント。山梨県富士吉田市出身。本名、川井 洋平（かわい ようへい）。旧芸名は川井 洋平（コンビ時代、本名と読み同じ）、ky（ケーワイ）、川井（かわい）、コネオ。

## 人物
- 体重90 kg、足の大きさ28 cm。
- 趣味はパズドラ、お酒、ラーメン、海外ドラマ、パチンコ・パチスロ。
- 特技はピアノ（戦場のメリークリスマス）[1]、ボート（高校ではボート部に所属し、全日本新人選手権4位[2][3]）、過酷なロケ、辛い食べ物が食べられること。
- 普通自動車免許を所持している。
- つぼ八で7年ほどバイトをしていた[1]。
- 出演したい番組は『しゃべくり007』『ロンドンハーツ』『世界の果てまでイッテQ!』[1]。
- 嶋佐和也（ニューヨーク）とは同郷で[4]、年齢はコネオが1歳上だが逆に芸歴では嶋佐より1年後輩[5]。

## 芸風
『万物の後輩』に扮しての漫談。何に対しても「さん」付けで低姿勢であり、ピン芸人になりたての頃は1人コントも演じていた。50音の内、どんな1文字を言われてもヨイショできるというネタも持つ。
事務所の後輩・いかちゃんとコンビ「いかちゃんとコネオ」としてM-1グランプリへの出場経験がある。

## 来歴

### スクールJCA、コンビ「天の川」時代
高校時代に観た『M-1グランプリ』で優勝したアンタッチャブルに感銘を受け、幼馴染の天野孝一を誘い養成所へ入ろうとするも天野はさほど乗り気でなかったため断られてしまう。その後スポーツ推薦で大学進学し、卒業後にもう一度天野に声を掛けるがまたしても断られる。ならば1人でも養成所に行こうと思い立つが予想していた以上にお金がかかると分かり、一旦地元で一番給料の良かった半導体工場の営業職へ就職。2年間働いて貯金も貯まり、かつて二度誘いを断られていた天野が仕事を辞めてようやく芸人活動へと前向きになったことから、揃ってスクールJCAに19期生として入学。在学時に天野とコンビ「天の川」を結成する。
当初は憧れであるアンタッチャブルのような漫才をやりたかったが、天野はどちらかというと暗く不気味なキャラであったため憧れ通りにはできず、天野の言ってはいけないことを含んだボケにコネオがツッコむという形式の漫才を演じていた。養成所内のライブでは何度か1位を獲り、卒業後は「天の川」として人力舎に所属。2013年の歌ネタ王決定戦では準決勝まで進出した。
コンビは3年ほど続いたが、ある日に普段から世話になっていたディレクターから2人揃って飲みの誘いを受け、その際にコネオから天野に声を掛けるも拒まれた。人との繋がりを大事にしていたコネオはその場で激怒し何とか飲み会へは来させたが、終電を逃し2人で池尻大橋から新宿までを徒歩で帰宅していた最中に天野から解散を切り出されてしまう。天野がその年の『THE MANZAI』1回戦で思い切りネタを飛ばし心が折れたことも影響していたらしく、コネオは引き止めようと懸命に説得し続けるも新宿へ着く頃には自分の新しい相方は誰が良いか提案し始めていたことから、諦めて解散を受け入れた。2013年11月27日を以て「天の川」は解散。その後、天野は間もなく引退している。

### コンビ「あっぱれ!」時代
「天の川」解散後、ちょうど同時期に解散したJCAの同期コンビ「ニッコリスイング」の鎌田龍也と2014年2月にコンビ「あっぱれ!」を結成。コネオと同じく鎌田はツッコミ担当で、コネオの方が見た目がボケらしかったためツッコミからボケへと転向。また、鎌田はコネオと同じくアンタッチャブル好きで特に柴田英嗣を尊敬しており「元々やりたかった明るい漫才ができる」とコネオは喜んだ。コネオはこの頃、『ky（ケーワイ）』という芸名で活動していた。
当初コンビの調子は上々で、「天の川」時代にはままならなかったTHE MANZAIの1回戦通過を果たす。また、K-PRO等のライブに出させて貰える機会が増え、更には『おもしろ荘』の最終オーディションに3年連続で進出し徐々に活動が軌道に乗り始める。しかし段々と鎌田のポンコツキャラが目立ち始め、ライブで周囲からそういったまともに喋れない場面でのイジりがウケるようになってしまい、鎌田自身が本来やりたかった「明るくやろう」というコンセプトができず徐々に塞ぎ込むようになる。コンビが3年近く続いたところで、鎌田から言い渡される形で2017年2月6日を以て「あっぱれ!」は解散。
二度の解散を経て、30歳になった頃には既に相方候補が周りにおらず、周囲の同年代の芸人は既に辞めているか芸風を確立しているかのどちらかとなっていたため、「問題は自分にあるのではないか」「コンビに向いていないのでは」と思いを巡らせ、もうこんな悲しい思いはしたくないと決心してピン芸人になった。

### ピン芸人転向
ピン芸人へ転向後、少し休もうかと思っていた時に『矢作と山崎と』に出演する機会を貰い、芸名は苗字のまま『川井』として出演。ネタも何もなく丸腰の勢いだけで収録に臨んでいたことが矢作兼（おぎやはぎ）・山崎弘也にハマり、以降もほぼ毎回呼んでもらえるようになった。そしてネタを2本無理やりに作って『有田ジェネレーション』のオーディションへ赴き、何とか合格。シオマリアッチとネタ対決を行なって結果は両者合格、晴れてレギュラーとなったところで「この芸風でやっていかないとまずい」と考えるようになった。
しばらくして、『川井』から『コネオ』に改名（理由は「自分のような者が川井を名乗るのは全国の川井さんに申し訳ない」と思ったことで、『コネオ』の由来はコネで仕事を取ってくるからであり矢作が名付け親というのはデマ）。だが改名したその日から風疹に罹り、決まっていた番組の仕事も行けなくなってしまう。後日、偶然出会った命名ソムリエに相談してみると名前が良くないと指摘を受け、『インターナショナル』か『インティライミ』のどちらかを付けるよう薦められ、『インティライミ』は流石にまずいということで『コネオ・インターナショナル』へ改名した。
2022年1月12日、人力舎の公式ホームページにて同日付けでの退社に伴う形で引退が発表された。

## 出演
- 矢作と山崎と（FOD）
- 有田ジェネレーション（TBSテレビ）過去のレギュラー
- ぐるぐるナインティナイン『おもしろ荘2020』（日本テレビ）
- 矢作と山崎とイケメンパラダイス（FOD）
- スクール革命!（日本テレビ）
- 石橋貴明プレミアム お笑い給付金withタカさん（AbemaTV）
- マイナビ Laughter Night（TBSラジオ）[20]
- 所さんの目がテン!（日本テレビ）
- 電脳少女シロのアレコレ挑戦バラエティ 超サイキ道DX（EXまにあっくすweb）[21]
- くりぃむしちゅーのこれこそNo.1（テレビ朝日）
- 世界くらべてみたら（TBSテレビ）
- 中居正広の金曜日のスマイルたちへ（TBSテレビ）